# 富山県立福岡高等学校
富山県立福岡高等学校（とやまけんりつ ふくおかこうとうがっこう、英: Toyama Prefectural Fukuoka High School）は、富山県高岡市福岡町上蓑にある公立の高等学校。

## 概要
富山県西部、高岡市南西部に位置する。普通科英語コース設置校であり、希望者を募り毎年3月にイギリス・オックスフォードでの語学研修を行っている。文部科学省のスーパーイングリッシュランゲージハイスクール (SELHi) 2004年（平成16年）度指定校。
同年に開校した水橋高校、呉羽高校同様、当時富山県の公立高校では初めてとなる男子制服のブレザー、ネクタイを採用している。
校地のすぐ脇を流れる岸渡川の桜並木は、桜の名所として知られている。2014年（平成26年）には映画「アオハライド」のロケ地にもなっている。

## 設置学科
- 普通科（2年次から英語コースに分かれる）
  - 英語コース

## 沿革
- 1980年（昭和55年）
  - 1月28日 - 高等学校の新設計画発表。
  - 9月8日 - 設置場所を現在地に決定。
  - 12月1日 - 校地造成開始。
- 1981年（昭和56年）12月8日 - 校舎建築起工式。
- 1982年（昭和57年）
  - 11月12日 - 第1期工事完成（第1体育館、物理・地学室、保健室、会議室）。
  - 12月21日 - 校名を富山県立福岡高等学校と決定。
- 1983年（昭和58年）
  - 3月16日 - 第2期工事完成（教室、生物・化学室、LL教室）。
  - 4月1日 - 設立[1]。
  - 4月7日 - 開校式・入学式[1]。
  - 10月7日 - 武道場（柔・剣道場）完成。
  - 11月8日 - 校旗樹立、校歌発表。
- 1984年（昭和59年）3月28日 - 第3期工事完成（教室、職員室、校長室、事務室）。
- 1985年（昭和60年）3月22日 - 第4期工事完成（図書室、視聴覚室、芸術棟）。
- 1986年（昭和61年）3月 - 中庭造園工事完成、同窓会発足。
- 1987年（昭和62年）3月 - 第1回英語語学研修生派遣。
- 1988年（昭和63年）7月15日 - 第2体育館完成。
- 2000年（平成12年）1月24日 - トレーニングハウス完成。
- 2002年（平成14年）8月5日 - セミナーハウス「朋友館」完成。
- 2004年（平成16年）4月1日 - 文部科学省からスーパー・イングリッシュ・ランゲージ・ハイスクール (SELHi) に指定される。
- 2005年（平成17年）11月1日 - 高岡市と西礪波郡福岡町の合併により砺波学区から高岡学区に変更。

（出典：学校公式サイト）

## 部活動
硬式野球部は2006年夏（第88回）に1度、甲子園に出場している。
- 運動部 - 陸上競技、野球、サッカー、ソフトテニス、バレーボール（女）、バスケットボール、バドミントン、剣道
- 文化部 - 美術、科学、吹奏楽、ESS、茶道、新聞、放送、書道、華道

廃部または募集停止した部活
- 卓球部                       2012年（平成24年）高校総体後廃部

- バレーボール部(男)  2008年（平成20年）高校総体後廃部
- ソフトボール部        2001年（平成13年） 募集停止
- 柔道部                      2006年（平成18年）募集停止
- ラグビー部               2002年（平成14年）募集停止
- ハンドボール部        2000年（平成12年）募集停止
- 応援団                      1993年（平成05年）廃部
- パソコン同好会        2007年（平成19年）廃部
- 家庭同好会               2007年（平成19年）廃部

## 校歌
作詞：青塚与市、作曲：上埜孝

## アクセス
- あいの風とやま鉄道線福岡駅 徒歩8分

## 主な卒業生
- 横尾有希子 - キャラクターデザイナー、イラストレーター
- 張田真 - ハリタ金属株式会社 代表取締役